# Panopticon

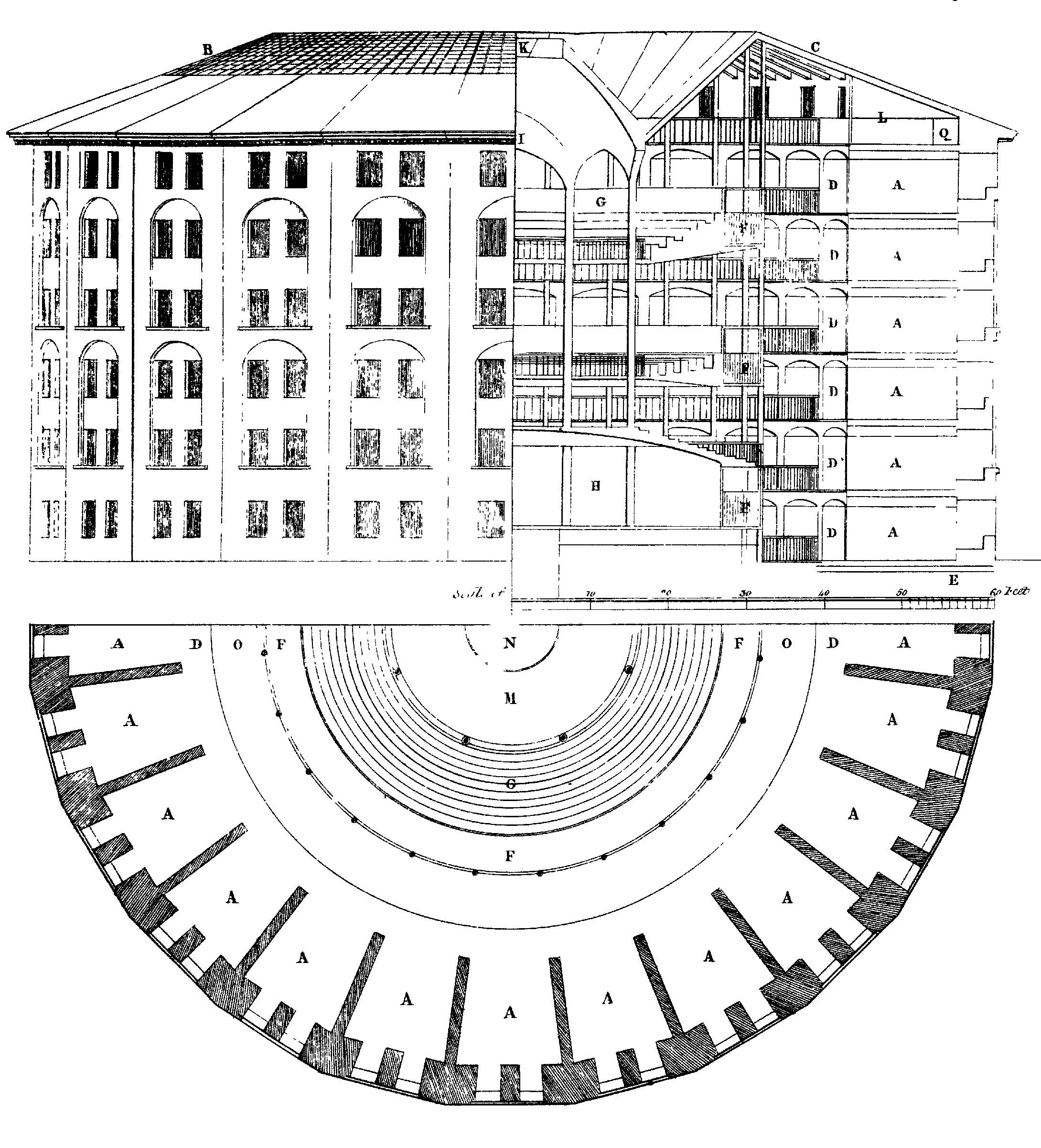
Progetto di Panopticon, 1791

Panopticon o panottico è un carcere ideale progettato nel 1791 dal filosofo e giurista Jeremy Bentham. 
Il concetto della progettazione è di permettere a un unico sorvegliante di osservare (opticon) tutti (pan) i soggetti di una istituzione carceraria senza permettere a questi di capire se siano in quel momento controllati o no. Il nome si riferisce anche ad Argo Panoptes della mitologia greca: un gigante con un centinaio di occhi considerato perciò un ottimo guardiano.
L'idea del panopticon, come metafora di un potere invisibile, ha ispirato pensatori e filosofi come Michel Foucault, René Schérer, Noam Chomsky, Zygmunt Bauman, George Orwell nel suo romanzo 1984 e molti musicisti come Peter Gabriel, gli Smashing Pumpkins e il gruppo post-metal statunitense Isis.

## Storia

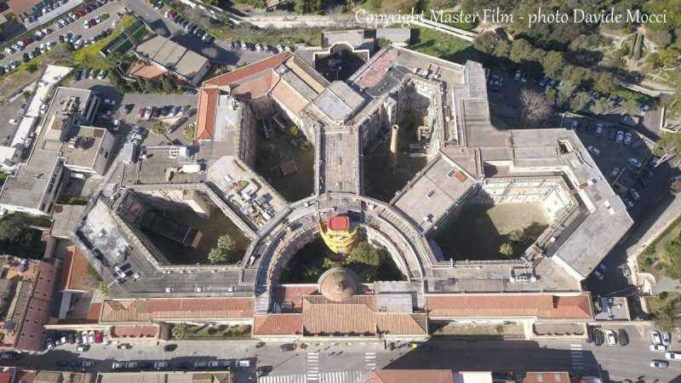
Gaetano Cima, Ospedale Civile San Giovanni di Dio, Cagliari, planimetria ispirata al Panopticon

Nel 1794 circa, quando il Panopticon Plan esisteva già da circa due anni, Bentham decise di applicarlo nella sua fabbrica, in cui faceva lavorare dei carcerati; il posto dei carcerati doveva essere però preso dai poveri (vedi anche Gilbert's Act).

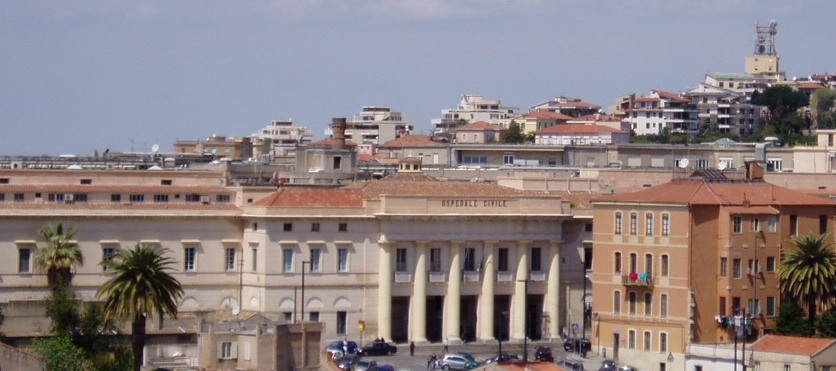
Gaetano Cima, Ospedale Civile San Giovanni di Dio, Cagliari, 1844

Molte prigioni al giorno d'oggi hanno ripreso qualche spunto dall'idea del panottico e addirittura la struttura era stata proposta anche per la costruzione degli ospedali, tra tutti il Worcester State Hospital, costruito alla fine del XIX secolo, considerato una struttura di riferimento all'epoca. L'Ospedale Civile San Giovanni di Dio di Cagliari, realizzato nel 1844 in forme neoclassiche dall'architetto Gaetano Cima (1805-1878), riprende la pianta del Panopticon.

## Struttura
La struttura del panottico è composta di una torre centrale, all'interno della quale stazionerebbe l'osservatore, circondata da una costruzione circolare, dove sono disposte le celle dei prigionieri, illuminate dall'esterno e separate da spessi muri. Le celle sarebbero disposte a cerchio, con due finestre per ognuna: l'una rivolta verso l'esterno, per prendere luce, l'altra verso l'interno, nella direzione di una colonna centrale, nella quale si sarebbe collocato il custode. I carcerati, sapendo di poter esser osservati tutti insieme in un solo momento dal custode, grazie alla particolare struttura della prigione, avrebbero assunto comportamenti disciplinati e mantenuto l'ordine in modo quasi automatico; inoltre la forma carceraria del panopticon prevedeva che a ogni singolo detenuto fosse assegnato un lavoro, e così si avviava il processo di passaggio tra una formula carceraria contenitiva a una formula produttiva. In seguito è stato attribuito al concetto di panopticon un significato più ampio, a rappresentare il rapporto tra il singolo individuo e le regole del sistema sociale in cui esso è inserito. L'arte, in special modo la letteratura, la pittura e il teatro, nonché la musica sono state profondamente influenzate da questo nuovo concetto.

## Le ragioni della costruzione
L'idea alla base del panopticon ("che fa vedere tutto") è che - grazie alla forma radiocentrica dell'edificio e a opportuni accorgimenti architettonici e tecnologici - un unico guardiano possa osservare (optikon) tutti (pan) i prigionieri in ogni momento, i quali non devono essere in grado di stabilire se sono osservati o meno, portando alla percezione da parte dei detenuti di un'invisibile onniscienza da parte del guardiano, che li condurrebbe a obbedire sempre alla disciplina come se fossero sempre osservati. Dopo anni di questo trattamento, secondo Bentham, il retto comportamento "imposto" sarebbe entrato nella mente dei prigionieri come unico modo di comportarsi possibile modificando così indelebilmente il loro carattere. Lo stesso filosofo descrisse il panottico come "un nuovo modo per ottenere potere mentale sulla mente, in maniera e quantità mai vista prima".
Inverso del panopticon è l'anopticon.

## Vantaggi
Il panopticon si basa sul principio fondamentale dell'utilitarismo: ottenere il miglior risultato, ossia il più alto livello di utilità, con i minori mezzi possibili. I vantaggi principali di questa forma di sorveglianza sono quindi la riduzione minima dei costi e l'aumento massimo dell'utilità della detenzione.
Un altro vantaggio è che, attraverso la figura della torre e l'invisibilità del sorvegliante, è possibile sospendere la sorveglianza in qualsiasi momento, e indurre in ogni modo i sorvegliati a rispettare le regole e a eseguire i compiti che sono stati loro assegnati.
Infine sviluppa al massimo la gerarchia, in quanto la sorveglianza intermittente e l'asimmetria cognitiva nel rapporto tra dominante e dominato fanno sì che pochi possano controllare e esercitare il potere su una vasta società di dominati.

## Svantaggi
Nonostante il panopticon abbia vari vantaggi, ha anche degli svantaggi, che sarebbe possibile notare soprattutto mantenendo questo tipo di sorveglianza in un periodo di tempo prolungato. 
È oppressivo, dato che rinforza l'incertezza dei soggetti e alimenta la percezione della propria debolezza di fronte al potere del dominante. Inoltre mette in pericolo la credibilità di chi minaccia, è necessario che le sanzioni vengano eseguite spesso, è necessario un alto numero di funzionari incaricati di punire che devono essere visti dappertutto.
Infine indebolisce la legittimità del potere in quanto prevarrà la potenza (illegittima) su di esso; si creerà quindi una situazione di instabilità.

## Rapporti di potere
Nel suo saggio Sorvegliare e punire, Michel Foucault prenderà il panopticon come modello e figura del potere nella società contemporanea. L'architettura del panopticon sarebbe la figura di un potere che non si cala più sulla società dall'alto, ma la pervade da dentro e si costruisce attraverso diverse relazioni di potere. Sotto il profilo delle relazioni di potere, attraverso l'invisibilità del controllo, il panopticon si ricollega anche all'anello di Gige e alla Psicopolizia orwelliana.

## Modelli simili realizzati

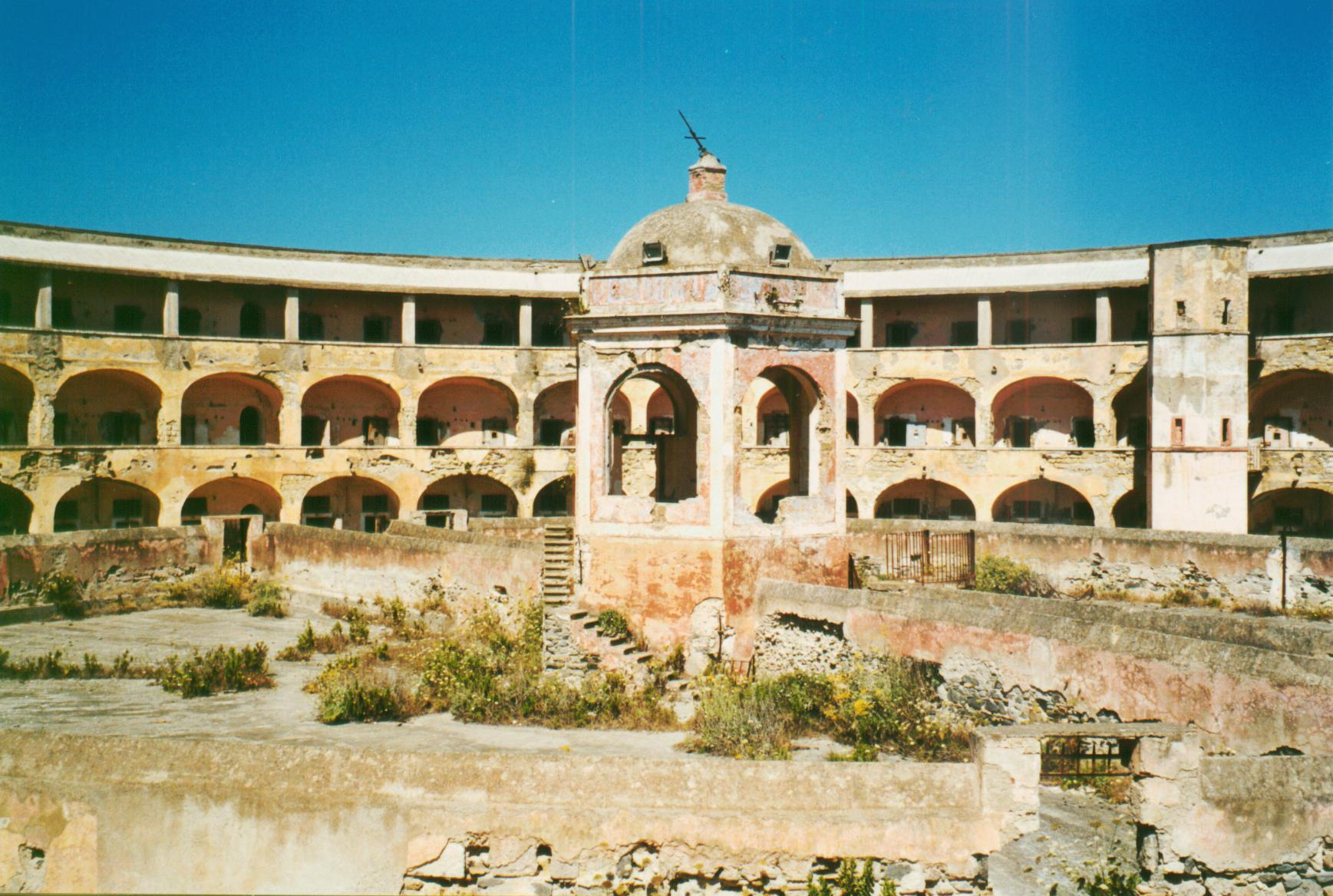
Il carcere (dismesso) dell'Isola di Santo Stefano

Un esempio italiano è il Padiglione Conolly a Siena presso l'ex ospedale psichiatrico di San Niccolò. Originariamente destinato all'isolamento dei malati più gravi, negli anni '90 del XX secolo è stato utilizzato dalla facoltà di Ingegneria dell'Università di Siena.
In Italia esiste anche il carcere di Santo Stefano (isolotto contiguo all'Isola di Ventotene). Costruito dai Borbone nel 1795, questo carcere dalla forma semicircolare ha ospitato tra gli altri Sandro Pertini che fu poi Presidente della Repubblica. La struttura carceraria fu dismessa nel 1965. Si può aggiungere il fossato del carcere borbonico di Avellino (1839), con un ponte levatoio che rafforzava l'isolamento della struttura e il carcere di Campobasso.
Da ricordare inoltre gli esempi delle ex carceri "Le Nuove" di Torino e San Sebastiano di Sassari, dell'architetto Giuseppe Polani.
In Colombia esiste un edificio simile inizialmente adibito a carcere, il Panopticon di Ibaguè. Ce n'è uno a Birmingham, nel Regno Unito, nella locale università e porta il nome di Ashley Building. A Cuba nell'Isola della Gioventù c'è il Presidio Modelo in cui fu detenuto Fidel Castro.
Esiste anche l'ex ospedale psichiatrico Miguel Bombarda a Lisbona, in Portogallo, costruito nel 1896 dall'architetto José Maria Nepomuceno.
Nel 1805 il fratello e socio di Jeremy, Samuel Bentham supervisionò la costruzione di un carcere Panopticon a San Pietroburgo.